# ターペー郡
座標: 北緯6度47分24秒 東経99度58分12秒 / 北緯6.79000度 東経99.97000度
ターペー郡（ターペーぐん）はタイ南部サトゥーン県の郡の一つ。

## 歴史
1976年5月1日、ターペー分郡はクワンカーロン郡の南西部タムボン・ターペーとタムボン・ペーラが一緒になって創設された。1994年7月4日、郡に昇格した。

## 地理
ターペー郡は北西から時計回りにラグー郡、クワンカーロン郡、クワンドーン郡、ムアンサトゥーン郡に接する。南西はアンダマン海に面する。

## 行政区分
ターペー郡は4つのタムボンに分かれ、さらにその下位に28の村（ムーバーン）がある。郡内にはテーサバーンはない。それぞれのタムボンはタムボン行政体により行政が行われている。
| No. | 名                 | タイ語 | 村数 | 人口  | 面積 (km²) |
| --- | ------------------ | ------ | ---- | ----- | ---------- |
| 1.  | タムボン・ターペー | ท่าแพ   | 9    | 8,570 | 57.62      |
| 2.  | タムボン・ペーラ   | แป-ระ  | 6    | 5,116 | 36.94      |
| 3.  | タムボン・サーコン | สาคร   | 7    | 7,018 | 67.18      |
| 4.  | タムボン・タールア | ท่าเรือ  | 6    | 4,287 | 50.21      |